# Real Audiencia de Santafé de Bogotá

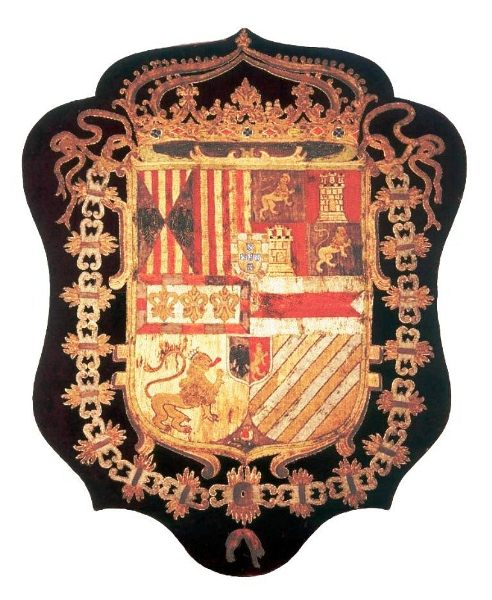
Escudo de armas de la Real Audiencia de Santa Fe

La Audiencia y Cancillería Real de Santafé o Santa Fe, fue el más alto tribunal de la Corona española sobre el territorio del Nuevo Reino de Granada. Inició en Santafé de Bogotá. Hasta la constitución definitiva del Virreinato de Nueva Granada (1739), su territorio jurisdiccional pertenecía administrativamente al Virreinato del Perú, pero en la práctica se trataba directamente con el Consejo de Indias y con la península.
Fue creada en 1549. En su origen, se encargó a esta Real Audiencia administrar y pacificar el territorio; sin embargo, entre 1564 hasta 1717, poseyó un presidente al que se le otorgaron funciones gobernativas.

## Historia

Reales Audiencias del Virreinato del Perú, hacia 1650: 1) Real Audiencia de Panamá 2) Real Audiencia de Santa Fe de Bogotá 3) Real Audiencia de Quito 4) Real Audiencia de Lima 5) Real Audiencia de Charcas 6) Real Audiencia de Chile.

Atendiendo los reclamos de Gonzalo Jiménez de Quesada, Carlos V concedió a Santafé el título de ciudad el 27 de julio de 1540. Nueva Granada fue organizada bajo la autoridad de la Real Audiencia de Santafé.
La Real Audiencia fue creada por la Real Cédula del 17 de julio de 1549; la autoridad de ella comprendía los territorios comprendidos por las provincias de Santa Marta, San Juan, Popayán, Guayana y Cartagena de Indias. Aunque, las provincias de Caracas, Cumaná, y Maracaibo dependieron de la Real Audiencia, en diversas ocasiones, alternándose en esta función, sobre todo en el ámbito judicial, con la Real Audiencia de Santo Domingo, dependiente del Virreinato de la Nueva España.
La Real Audiencia, como tal era un organismo que administraba la justicia, sin embargo, se encargó la administración y pacificación del territorio. Su primera sesión se hizo el 7 de abril de 1550 en una casona que daba a la Plaza Mayor (hoy plaza de Bolívar), actual Palacio de Justicia. Los jueces de la Real Audiencia, eran conocidos como oidores.
La Recopilación de Leyes de Indias de 1680, en Ley VIII (Audiencia y Cancillería Real de Santa Fe en el Nuevo Reino de Granada) del Título XV (De las Audiencias y Cancillerías Reales de las Indias) del Libro II, recoge los límites y los funcionarios de esta Audiencia:

En Santa Fé de Bogotá de el Nuevo Reino de Granada resida otra nuestra Audiencia y Cancillería Real, con va Presidente, Gobernador y Capitán General: cinco Oidores, que también sean Alcaldes del Crimen: van Fiscal: van Alguacil mayor: van Teniente de Gran Canciller, y los demás Ministros y Oficiales necesarios, y tenga por distrito las Provincias del Nuevo Reino, y las de Santa Marta, Rio de San juan, y la de Popayán, excepto los lugares, que de ella están señalados a la Real Audiencia de Quito, y de la Guayana, ó Dorado, tenga lo que no fuere de la Audiencia de la Española, y toda la Provincia de Cartagena, partiendo términos: por el Mediodía con la dicha Audiencia de Quito, y las tierras no descubiertas: por el Poniente, y por el Septentrión con el Mar del Norte, y Provincias, que pertenecen a la Real Audiencia de la Española: y por el Poniente con la de Tierra firme. Y mandamos, que el Gobernador y Capitán General de las dichas Provincias, y Presidente de la Real Audiencia de ella, tenga, bese y execra por si solo la gobernación de todo el distrito de aquella Audiencia, así como le tienen nuestros Virreyes de la Nueva España, y provea los repartimientos de Indios, y otros oficios, que se hubieren de proveer, y despache todas las cosas y negocios, que fueren de el gobierno, y los Oidores de la dicha Audiencia no se entrometan en lo que a esto tocare, y todos firmen lo que en justicia se proveyere, sentenciare y despachare.

Molesta con la gestión de los Oidores, la Corona española enviaba a los Visitadores. Esto probó ser bastante ineficaz, por eso solo duró entre 1545 y 1558. La corona decide enviar a Santa Fe un hombre fuerte para controlar la situación. Por eso, desde 1564 hasta 1717 en la Nueva Granada existió un presidente, quien dirigía a la Real Audiencia a quien se le asignaron funciones de gobierno.
En 1715, los Oidores se rebelaron contra don Francisco Meneses Bravo de Saravia, originando una crisis en el sistema presidencial, el golpe contra Meneses y la nueva situación política en España de la época, acabaron con la presidencia y dio origen al virreinato.
Al ampliar la jurisdicción de la Capitanía General de Venezuela, la Real Cédula del 8 de septiembre de 1777 agregó a la jurisdicción de la Real Audiencia de Santo Domingo las provincias de Maracaibo y Guayana:

Así mismo he resuelto separar en lo jurídico de la Audiencia de Santafé, y agregar a la primitiva de Santo Domingo, las dos expresadas Provincias de Maracaibo y Guayana, como lo está la de Cumaná y las islas de Margarita y Trinidad, para que hallándose estos territorios bajo una misma Audiencia, un Capitán General y un Intendente inmediatos, sean mejor regidos, y gobernados con mayor utilidad de mi Real Servicio.

## Territorio jurisdiccional hacia 1674
Compónese la Real Cancillería del Nuevo Reino de Granada de siete gobiernos de provisión del Supremo Consejo de Indias: el de la ciudad de Santafé, la metrópoli, que juntamente es Presidente y superior a los demás; el de Santa Marta, desde el río de La Hacha a ella; el de Cartagena, el de Popayán, por los pueblos y ciudades de Toro, Cartago, Anserma y Arma; el de Antioquia, el de Mérida o La Grita, y el de Guayana y doce gobiernos de capitulación; el de la Provincia de San Juan de los Llanos, Neiva, Río del Oro, los Orotomos, Santiago de la Atalaya, Medina de las Torres, el Caguán, el de Arauca, la Sed de Cristo, la villa Rica de los Cañaverales, Apure y Zarara; el gobierno de Chinatis, de la ciudad de San Faustino de los Ríos; una alcaldía mayor de la ciudad de Salazar de las Palmas, y cuatro alcaidías de minas de oro, plata y esmeraldas; dos corregimientos de provisión real: Tunja y Mariquita; veinte corregimientos de indios que provee el Presidente.-Gobernador, que son: Sogamoso, Turmequé, Zipaquirá con administración de salinas, Ubaté, Guatavita, Duitama, Chivatá, Chita, los Llanos, Sáchica, Ubaque, Bosa, Bogota, Panches, Gámeza, Tenza, Paipa, Pamplona y Mariquita; Otros de provisión del Gobernador de Mérida, y tres a la de Neiva; la Alcaldía Mayor de indios coyaimas y natagaimas, que todo se forma de cuarenta ciudades, ocho villas, dos aldeas, y a este modo nueve asientos de minas, que son: Las lajas, Santa Ana, San José de Frías, Bocaneme, con San Juan de Córdoba y Pamplona, de plata y de oro las vetas, montuosas y Río del Oro, y de esmeraldas en Muzo y Somondoco, sin otras muchas minas descubiertas y que se descubren y labran en diferentes partes; setecientos pueblos de indios, y en lo espiritual un Arzobispado, que es el de Santafé, y  tres obispados, sus sufragáneos, de Cartagena, Santa Marta y Popayán, y en ellos dieciocho dignidades, ocho prebendas cincuenta y cuatro curatos, trescientas doctrinas, las ciento treinta y cinco de clérigos y las demás de religiosos, sesenta y cuatro conventos dellos, y once de monjas, y muchos hospitales, colegios y casas pías y de devoción.

El gobierno de Santa Marta tiene en el territorio desta Audiencia las ciudades de Santa Marta, Tenerife, los reyes del Valle de Upar, Ocaña, Tramalameque, la Nueva Sevilla, la Nueva Córdoba y el Pueblo Nuevo; y en el río de El hacha y La Margarita hay pesquerías de perlas.

El gobierno de Cartagena se compone de la misma ciudad el Simití y las villas de Tolú y Mompós.

El gobierno de Antioquia tiene en su jurisdicción las ciudades de Antioquia, Zaragoza, El Guamoco, San Jeronimo del Monte, San Agustín de Cáceres, todas las minerales de oro.

El gobierno de La Grita y Mérida se forma de las ciudades del Espíritu Santo de La Grita, la de Mérida, Barimas, Gibraltar, Pedraza y la villa de San Cristóbal.

El gobierno de Guayana contiene las ciudades de Santo Tomé de Guayana, San Joseph de Oruña, el Santísimo Sacramento de la Trinidad.

La Gobernación de Popayán es de ducientas y veinte leguas Norte-Sur del distrito, desde los confines de la provincia de Quito hasta los de Cartagena, y otras ciento desde los del Nuevo Reino de Granada, por el Oriente, hasta 1a mar del Sur, con trece poblaciones de españoles, parte de una Cancillería y parte de la otra, y los que son de la de Santafé quedan puestos.

El Corregimiento de Tunja comprende la misma Ciudad y las de Pamplona, Vélez y Muzo (que antes era cabeza de gobierno que se extinguió) y la villa de Nuestra Señora de Leiva.

El Corregimiento de Mariquita son la misma ciudad y la de Tocaima (que solía ser la cabeza), la de Ibagué, los Remedios y La Palma (que era del gobierno de Muzo) y la Villa San Bartolomé de Honda; (...)
FLOREZ DE OCARIZ, JUAN, Libro Primero de las Genealogías del Nuevo Reino de Granada, pp. 115-116. Editado en Madrid en 1674

## Presidentes-gobernadores del Nuevo Reino de Granada
(El presidente de la Real Audiencia de Bogotá también era gobernador general del Nuevo Reino de Granada)
- Vacante desde el 7 de abril de 1550 hasta 1554
- Gracián de Bribiesca, designado en 1554 (no tomó posesión del cargo).

1. Andrés Díaz Venero de Leyva (1564–1574)
2. Francisco Briceño (m. 1575)
3. Lope Díez de Aux y Armendáriz (1578–1580)
4. Francisco Guillén Chaparro, presidente encargado
5. Antonio González (1590–1597)
6. Francisco de Sande (1597–1602)
7. Juan de Borja y Armendia (1605–m. 1628)
8. Sancho Girón de Narváez (1630–1637)
9. Martín de Saavedra Galindo de Guzmán (1637–1645)
10. Juan Fernández de Córdoba y Coalla (1645–1652)
11. Dionisio Pérez Manrique de Lara (1654–1659, 1660)
12. Diego de Egües y Beaumont (1662–m. 1664)
13. Diego del Corro y Carrascal (1666–1667)
14. Diego de Villalba y Toledo (1667–1671)
15. Melchor de Liñán y Cisneros (1671–1674)
16. Francisco Castillo de la Concha (1679–m. 1685)
17. Gil de Cabrera y Dávalos (1686–1691, 1694–1703)
18. Diego Córdoba Lasso de la Vega (1703–1710, 1711–1712)
19. Francisco de Otero y Cossío (1710–1711)
20. Francisco Meneses Bravo de Saravia (1712–1715)
21. Francisco del Rincón (1717–1718)
22. Antonio de la Pedrosa y Guerrero (1718–1719)
23. Jorge de Villalonga (1719–1723)
24. Antonio Manso Maldonado (1724–1731)
25. Rafael de Eslava (1733–1737)
26. Antonio González Manrique (m. 1738)
27. Francisco González Manrique (1739–1740)

Véase Virreinato de Nueva Granada para la continuación bajo el virreinato, y que a la vez eran presidentes de la audiencia.